# Сельское поселение «Трубачёвское»
Се́льское поселе́ние «Трубачёвское» — муниципальное образование в Газимуро-Заводском районе Забайкальского края Российской Федерации.
Административный центр — село Трубачёво.

## История
Статус и границы сельского поселения установлены Законом Читинской области от 19 мая 2004 года «Об установлении границ, наименований вновь образованных муниципальных образований и наделении их статусом сельского, городского поселения в Читинской области».

## Население
| 2010 | 2011 | 2012 | 2013 | 2014 | 2015 | 2016 |
| ---- | ---- | ---- | ---- | ---- | ---- | ---- |
| 707  | ↘706 | ↘673 | ↗675 | ↘654 | ↘649 | ↘648 |
| 2017 | 2018 | 2019 | 2020 | 2021 |      |      |
| ↘646 | ↘608 | ↘606 | →606 | ↘529 |      |      |

## Состав сельского поселения
| № | Населённый пункт     | Тип населённого пункта       | Население |
| - | -------------------- | ---------------------------- | --------- |
| 1 | Газимурские Кавыкучи | село                         | ↘101      |
| 2 | Догьё                | село                         | ↘42       |
| 3 | Трубачёво            | село, административный центр | ↘460      |